# La Rancherita
Reserva Natural La Rancherita y Las Cascadas (también conocida como Villa La Rancherita o La Rancherita) es una localidad situada en el departamento Santa María, provincia de Córdoba, Argentina.

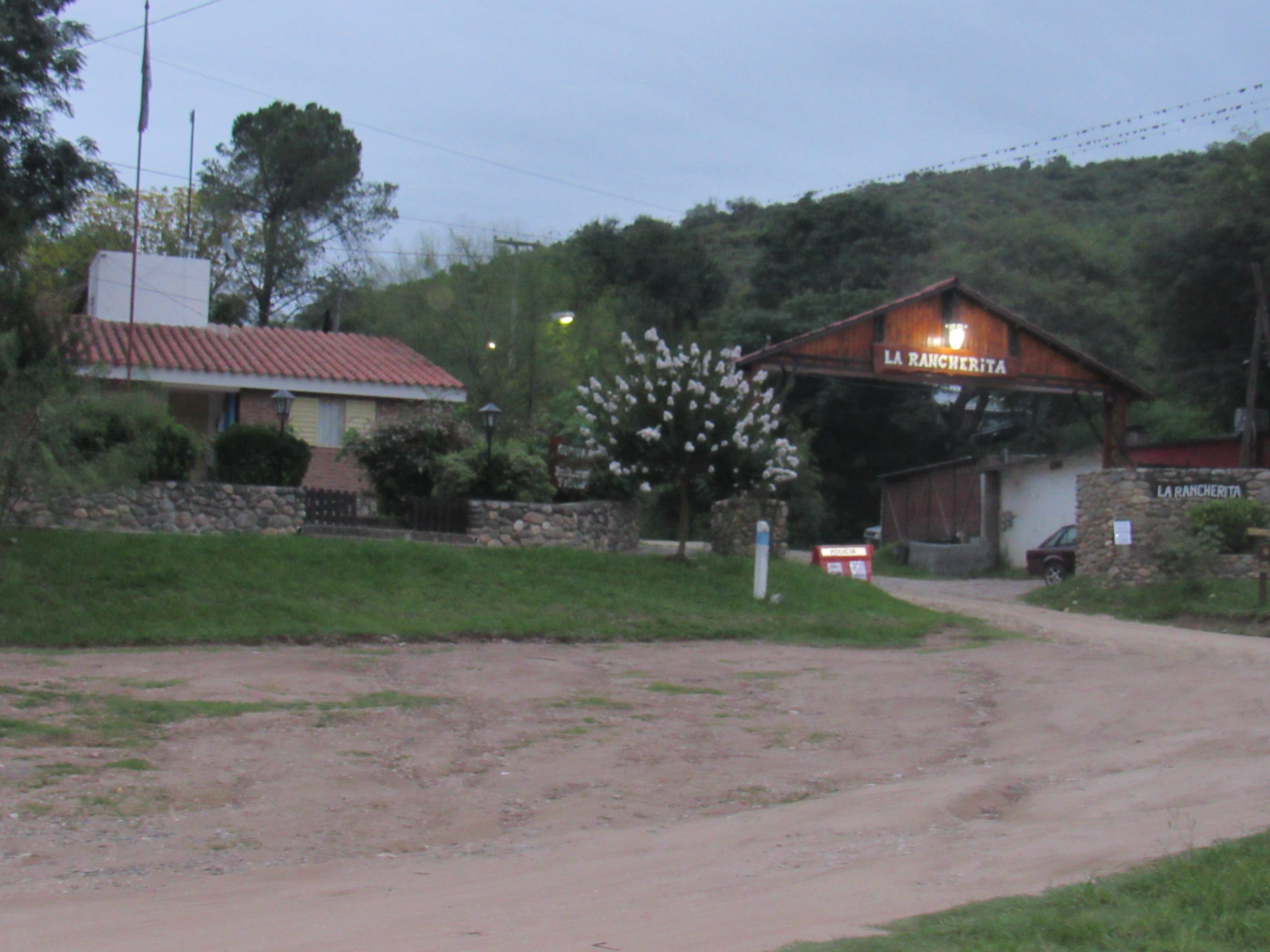
Ingreso desde ruta 5

Dista de Alta Gracia en 22 km y de la Ciudad de Córdoba en 44 km aprox. La ruta más cercana es la ruta provincial 5. 
La Rancherita se encuentra en el Valle de Paravachasca.
Existen en la comarca más de 130 viviendas y la principal actividad económica es el turismo.
La localidad está atravesada por el arroyo Los Quebrachos que forma una pileta natural de grandes dimensiones como balneario. 
Hay caminatas guiadas por diversos senderos y también hasta Las Cascadas con ollas naturales ideales para nadar y refrescarse. La Rancherita es una Reserva de Fauna y Flora Autóctona declarada de interés provincial. 
-	Esta iniciativa es enmarcada legalmente en la provincia de Córdoba por la Ley 6964/83 promulgada por decreto N.º 3442 que rige el funcionamiento de las áreas naturales protegidas.

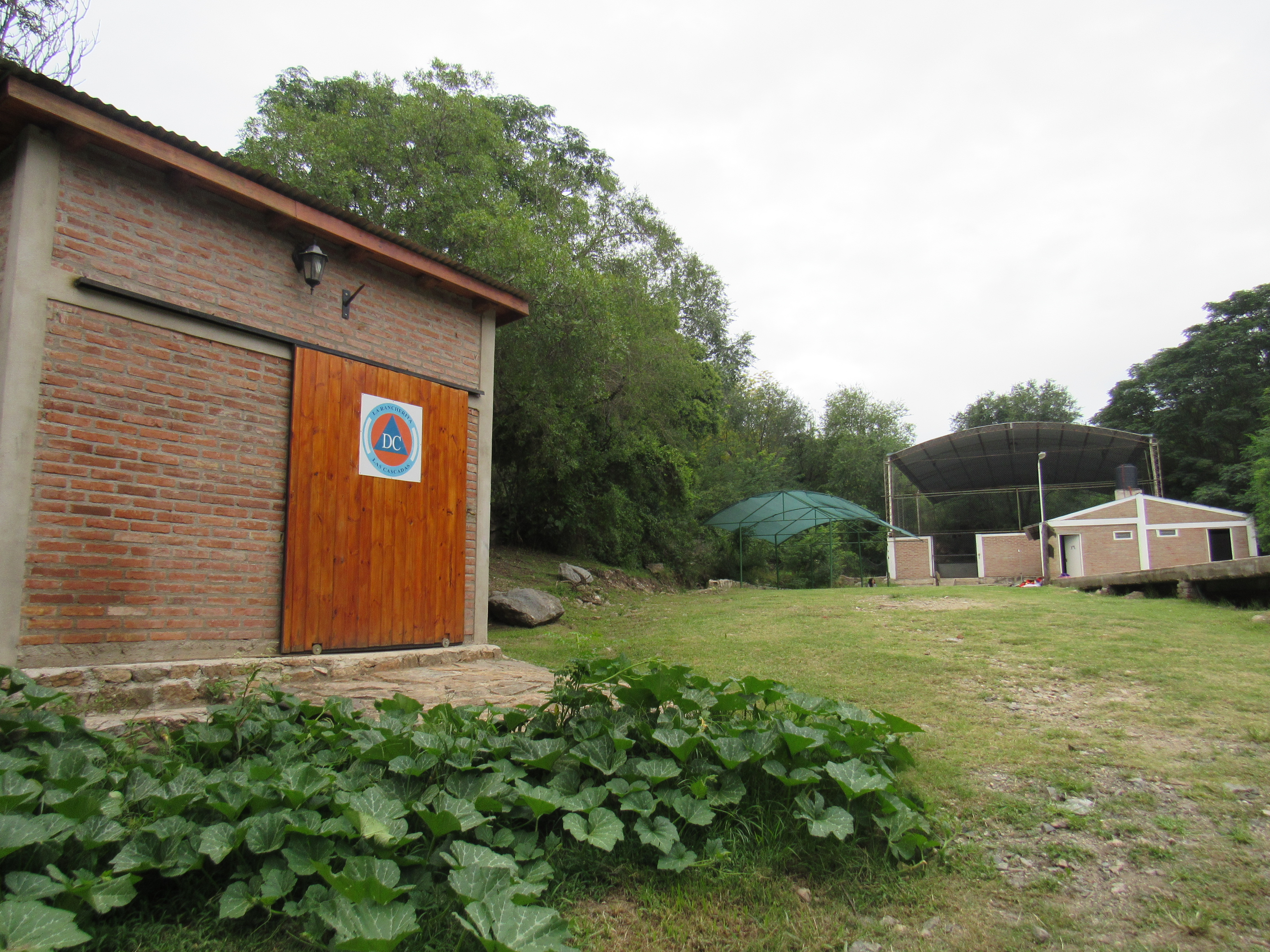
Predio comunal

En la actualidad hay más de 400 habitantes permanentes y numerosas viviendas de temporada y alojamientos para turistas. 
En el lugar se practica trecking, cabalgatas y avistaje de aves.
La Localidad se encuentra enclavada a la vera de la ruta provincial número 5 en el km 44 en el Departamento Santa María, es una pequeña Localidad de 300 Ha de Ejido Comunal en una Topografía Serrana y en Pleno Bosque Serrano-Chaqueño en perfecto estado de conservación, ello motivó que se la declarara como Reserva Natural de Usos Múltiple en el año 2014.
-	Por su entorno en época de verano y los fines de semana su población llega a los 1000 habitantes. Al igual que las demás localidades de Paravachasca el turismo impulsa importantes inversiones económicas en servicios e infraestructura (cabañas, posada, gastronomía) y constituye una de las principales actividades que se despliegan en La Rancherita, quien recibe pulsos de afluencia de público especialmente durante los fines de semana y en temporada veraniega. Con un estilo “ecológico” y en aras de la protección del bosque nativo y las cuencas hídricas de la zona en el lugar se practica senderismo, cabalgatas, caminatas de reconocimiento de flora nativa y avistajes. 
En el año 2004, la comuna con el objeto de proteger la biodiversidad de un bosque serrano en muy buen estado de conservación, resuelve declarar reserva natural un predio de 30 ha e inicia los trámites para su declaración como reserva provincial. 
Esta iniciativa es enmarcada legalmente en la provincia de Córdoba por la Ley 6964/83 promulgada por decreto N.º 3442 que rige el funcionamiento de las áreas naturales protegidas.
Desde 2007 se desarrollan acciones en pos de posicionarla como un lugar donde el cuidado del Medio Ambiente es una cuestión de estado, en ese marco se desarrollaron diferentes acciones como:
-	Construcción de una Planta de Clasificación y acopio de Residuos Sólidos Urbanos
-	Separación en origen, clasificación y posterior venta de los Residuos Sólidos Urbanos
-	Creación de un vivero forestal y desde 2012 se llevan producidos y plantados más de 3000 árboles nativos.
-	Se llevaron a cabo diferentes cursos y charlas con Biólogos de la Universidad Nacional de Córdoba para concientizar a la población respecto al cuidado del medio ambiente.
-	Se monitorea con análisis físico-químicos y bacteriológicos, desde hace 7 años el Arroyo el Parral que embellece nuestro paisaje serrano en su paso por el centro de la población y es el principal recurso hídrico.

## Población
Cuenta con 129 habitantes (Indec, 2010), lo que representa un incremento del 143% frente a los 53 habitantes (Indec, 2001) del censo anterior. Integra el aglomerado denominado Anisacate - Villa La Bolsa - Villa Los Aromos que cuenta con una población de 6,396 habitantes (Indec, 2010).
| Gráfica de evolución demográfica de La Rancherita entre 1991 y 2010 |
|                                                                     |
| Fuente: Censos nacionales del INDEC                                 |